# 유럽 고속도로 10호선
유럽 고속도로 10호선(영어: European route E10)는 국제 연합의 국제 E-로드 네트워크의 노선으로 A클래스 동서 방면 도로이다. 노르웨이의 오(노르웨이어: Å)를 출발점으로 스웨덴의 룰레오(스웨덴어: Luleå)을 종착점으로 한다. 이 도로는 2개국 약 850km를 연결한다.

## 경로

### 노르웨이
- 오 – 레네스 – 스볼바르 – 굴레스피요르드보튼 – 에베네스 – 비예르크비크

### 스웨덴
- 키루나 – 투르 – 룰레오